# Lesong Laok
Lesong Laok is een bestuurslaag in het regentschap Pamekasan van de provincie Oost-Java, Indonesië. Lesong Laok telt 2840 inwoners (volkstelling 2010).